# Cytronelal
Cytronelal (rodinal) – organiczny związek chemiczny z grupy aldehydów terpenowych, monoterpenoid będący głównym składnikiem mieszaniny terpenoidów nadającej olejkowi cytronelowemu specyficzny cytrynowy zapach.
Cytronelal jest głównym składnikiem olejków destylowanych z roślin z rodziny Cymbopogon oraz gatunków Corymbia citriodora i Leptospermum petersonii oraz Melissa officinalis.
Cytronelal ma właściwości odstraszające owady, wykazuje dużą efektywność w odstraszaniu komarów. Ma także silne właściwości przeciwgrzybiczne. Nie jest uczulający.